# FLASH (single)
FLASH  is een single van de Japanse groep Perfume, de single werd op 16 maart 2016 uitgegeven als promotie voor het album Cosmic Explorer. FLASH is alleen als digitale download uitgekomen en stond op nummer 1 in de Japanse iTunes hitlijsten

## Nummers
- FLASH, schrijver en componist: Yasutaka Nakata